# Alegorija slikarstva
Alegorija slikarstva (nizozemski: Allegorie op de schilderkunst), poznata i kao Umijeće slikanja ili Slikar u svom ateljeu, je slavno ulje na platnu koje je naslikao nizozemski barokni slikar Johannes Vermeer oko 1668. godine. To je najveće djelo Vermeera nakon Krista u kući i Marte i Marije, i ujedno je jedno od najsloženijih njegovih djela zbog kompozicije i ikonografije.

## Odlike
Slika prikazuje dvije figure na slici, tj. slikara ili umjetnika i ženu s ukočenim očima. Vidimo da umjetnik slika ženski subjekt uz prozor, s velikom kartom nizozemskih zemalja na zidu iza. Neki smatraju kako je slikar autoportret umjetnika, a djevojka zapravo njegova kći. Slikar sjedi ispred slike na stolcu, na kojemu se vidi ures vijenca. Odjeven je u elegantni crni odjevni predmet s izrezima na rukavima i na leđima koji pruža pogled na košulju ispod. Ima kratko puhasto poprsje i narančaste čarape, skupocjen i moderan odjevni predmet koji se nalazi i u drugim djelima iz tog vremena. Tapiserija i stolac uvode gledatelja u sliku kao da pristupa predstavi, a mramorom popločani pod i sjajni zlatni luster dokaz su Vermeerova umijeća slikanja i prikazivanja perspektive. Svaki predmet drugačije reflektira ili apsorbira svjetlost, čime Vermeer pokazuje i umijeće najpreciznijeg prikazivanja materijalnih efekata.
Kada govorimo o simbolizmu ove slike, brojni stručnjaci smatraju da djevojka na slici predstavlja Famu, personifikaciju slave i obnove, ponajviše zbog nošenja lovorovog vijenca i trube. Međutim, drugi smatraju da ona može predstavljati i Klio, muzu povijesti, zbog knjige za koju se pretpostavlja da je knjiga Herodota ili Tukidida; ali i muzu poezije.
Nadalje, prisutna je i simbolika drugih predmeta: gipsana maska možda predstavlja raspravu o paragoni koja izjednačuje slikarstvo s poezijom (prema Horacijevom citatu: Ut pictura poesis, tj. „Kako u slikarstvu, tako i u pjesništvu”), dok su prisutnost komada tkanine, folija i nešto kože na stolu povezani sa simbolima liberalnih umjetnosti (slobodnih vještina).
Karta koja se nalazi u pozadini je karta 17 nizozemskih provincija koja nudi i 20 pogleda na istaknute nizozemske gradove. Kartu je objavio Claes Janszoon Visscher 1636. god., te se može vidjeti i na djelima Jacoba Ochtervelta i Nicolaesa Maesa, međutim bez pogleda na na gradove. Također, karta ima istaknuti nabor koji dijeli te provincije na sjever i jug, čime pregib simbolizira podjelu između Nizozemske Republike na sjevernu i južne pokrajine pod habsburškom vlašću (Flandrija).
.

## Provenijencija
Desno od djevojke možemo uočiti kako se umjetnik potpisao „I Ver.Meer”, ali slika nije datirana, te se samo pretpostavlja da je naslikana između 1665. i 1668. godine. Sliku je umjetnik smatrao veoma bitnom, o čemu svjedoči činjenica kako se slikar nikada nije od nje odvojio, niti ju je prodao za svog života, čak ni kada je bio u dugovima. Nije nam poznato tko je točno kupio ovu sliku, ali se smatra da je to bio Jacob Dissius 1696. god. No, zna se da ju je Gottfried van Swieten 1813. god. prodao češko-austrijskom grofu Rudolfu Czerninu za 50 forinti, koji ju je izložio u Muzeju Czernin u Beču.
Dugo se smatralo kako je sliku naslikao Vermeerov suvremenik Pieter de Hooch. Naime, Vermeer je bio malo poznat do kraja 19. stoljeća, a Hoochov je potpis čak bio krivotvoren na slici. Upravo je intervencijom njemačkog povjesničara umjetnosti Gustava Friedricha Waagena 1860. god. slika prepoznata kao Vermeerov original.
Nakon njemačke aneksije Austrije, Filip Reemtsma je uz pomoć Reichsmarschalla Hermanna Göringa pokušao kupiti sliku, ali je Austrijska država odbila transakciju privatnoj osobi jer je riječ o kulturnoj baštini. Ipak ju je kupio Adolf Hitler za kolekciju Muzeja u Linzu (Führermuseum) po cijeni od 1,82 milijuna maraka preko svog agenta Hansa Possea 20. studenoga 1940. god. Sliku su Saveznici spasili iz rudnika soli u blizini Altausseea krajem Drugog svjetskog rata 1945. godine, gdje je s drugim umjetničkim djelima bila sačuvana od savezničkih bombardiranja.
Amerikanci su sliku predali austrijskoj vladi 1946. godine, jer se smatralo da ju je obitelj Czernin dobrovoljno prodala, bez Hitlerove prisile. Tijekom 1950-ih, obitelj Czernin je nastavila s pokušajima traženja restitucije, ali svaki put su odbijeni. Godine 1958. Vermeerova Alegorija slikarstva konačno je premještena iz privremenog u stalnu postavku Muzeja povijesti umjetnosti u Beču.

## Vanjske poveznice
|  | Zajednički poslužitelj ima još gradiva o temi Alegorija slikarstva |

- Walter A. Liedtke, Vermeer i Delftska škola, Metropolitanski muzej umjetnosti, New York ISBN 978-0-87099-973-4 (engl.)